# قائمة زملاء الجمعية الملكية المنتخبين في 1960
هذه الصفحة تعرض قائمة زملاء الجمعية الملكية المُنتخبين لعام 1960.None

## الزملاء
- لويس إيسن
- John Alwyne Kitching [الإنجليزية]‏
- Ralph Louis Wain [الإنجليزية]‏
- James Haward Taylor [الإنجليزية]‏
- روبرت هانبري براون
- جورج بورتر
- Peter Alfred Gorer [الإنجليزية]‏